# Ковач (планина)
Ковач је планина у Црној Гори и делом у Босни и Херцеговини. Спада у Динарске планине. Процењена надморска висина терена изнад нивоа печата на делу Црне Горе је 1442 m. Варијантни облици правописа за Ковач планину или у другим језицима су: Ковач и Ковач Планина.

## Ортографско географске одлике
На територији Црне Горе обухвата западни део општине Пљевља и представља најсевернију тачку Црне Горе. Ова планина представља дио границе са Босном и Херцеговином где се један дио планине налази јужно од Чајнича и у је близини границе са Републиком Србијом.
Ковач је шумотивита планина. Углавном је реч о густо смрчевој шумом, нарочито са северне стране, па све до села Поблаћа. Земљиште ове регије је разноврсно по свом саставу. Јужна страна ковачке греде је претежно кречњачког састава. Кречњаци заузимају горњи део планине, све до брдовитог венца. Средишњи део Ковача сачињавају измешани кречњаци, са пределима састављеним од старих кристаличних шкриљаца, а местимично се појављује и магматска маса и то црвени или зелени туф. При дну регије, а то је подручје до реке Ћехотине, налази се предео кречњачких стрмина и стена. Тај појас стена Ковача се протеже од Глиснице до Буковице, тако да је корито реке Ћехотине на том појасу стрмо – понегде су то прави кањони.
Ковач је прекривен пашњацима.
У новије време ово подручје је повезивано са транзитом мигрантата.